# Johannes Anker Larsen
Johannes Anker Larsen (Langeland, 18 de Setembro de 1874 - Copenhaga, 12 de Fevereiro de 1957) foi um escritor dinamarquês.
Influenciado pelo filósofo Søren Kierkegaard, escreveu romances, novelas, peças de teatro de carácter místico. Também escreveu memórias.

## Obras
- 1912 - Karen Kruse
- 1919 - Bugten
- 1923 - De Vises Sten
- 1925 - Martha og Maria
- 1926 - For åben dør
- 1928 - Sognet som vokser ind i himlen
- 1932 - Kong Lear fra Svendborg